# Cathédrale Notre-Dame-des-Grâces de Koupéla
Pour les articles homonymes, voir Cathédrale Notre-Dame et Notre-Dame-des-Grâces.
La cathédrale Notre-Dame-des-Grâces de Koupéla est la cathédrale de l'archidiocèse de Koupéla au Burkina Faso,.